# Heteropogon cazieri
Heteropogon cazieri är en tvåvingeart som beskrevs av Wilcox 1965. Heteropogon cazieri ingår i släktet Heteropogon och familjen rovflugor. Inga underarter finns listade i Catalogue of Life.